# Серебропольский сельсовет
Серебропольский сельсовет — сельское поселение в Табунском районе Алтайского края Российской Федерации.
Административный центр — село Сереброполь.

## История
Статус и границы сельского поселения установлены Законом Алтайского края от 2 декабря 2003 года № 64-ЗС «Об установлении границ муниципальных образований и наделении их статусом сельского, городского поселения, городского округа, муниципального района».
Законом Алтайского края от 4 марта 2015 года № 12-ЗС, муниципальные образования Белозёрский и Серебропольский сельсоветы преобразованы путём объединения во вновь образованное муниципальное образование Серебропольский сельсовет, наделённое статусом сельского поселения, с административным центром в селе Сереброполь.

## Население
| 1997  | 1998  | 1999  | 2000  | 2001  | 2002  | 2003  | 2004  | 2005  | 2006  |
| ----- | ----- | ----- | ----- | ----- | ----- | ----- | ----- | ----- | ----- |
| 1637  | ↗1669 | ↘1658 | ↘1598 | ↘1558 | ↘1508 | ↗1528 | ↘1487 | ↗1502 | ↘1463 |
| 2007  | 2008  | 2009  | 2010  | 2011  | 2012  | 2013  | 2014  | 2015  | 2016  |
| ↘1443 | ↘1433 | ↗1445 | ↘1338 | ↘1332 | ↘1302 | ↗1323 | ↘1265 | ↘1227 | ↗1667 |
| 2017  | 2018  | 2019  | 2020  | 2021  |       |       |       |       |       |
| ↗1675 | ↗1684 | ↘1652 | ↘1637 | ↘1608 |       |       |       |       |       |

По результатам Всероссийской переписи населения 2010 года, численность населения муниципального образования составила 1338 человек, в том числе 635 мужчин и 703 женщины.

## Состав сельского поселения
| № | Населённый пункт | Тип населённого пункта       | Население |
| - | ---------------- | ---------------------------- | --------- |
| 1 | Георгиевка       | село                         | ↘1        |
| 2 | Николаевка       | село                         | ↘182      |
| 3 | Саратовка        | село                         | ↘120      |
| 4 | Сереброполь      | село, административный центр | ↗998      |
| 5 | Успенка          | село                         | ↘205      |
| 6 | Хорошее          | село                         | ↘277      |

### упразднённые населённые пункты
Богдановка упразднённое в 1983 году село.